# Grand Prix d'Ouverture La Marseillaise 1985
Il Grand Prix d'Ouverture La Marseillaise 1985, conosciuto anche come Grand Prix de Bessèges, sesta edizione della corsa, si svolse il 5 febbraio 1985 su un percorso di 122 km. La vittoria fu appannaggio del francese Charly Mottet, che completò il percorso in 3h02'09", alla media di 40,187 km/h, precedendo i belgi Walter Planckaert e Paul Haghedooren.

## Ordine d'arrivo (Top 10)
| Pos. | Corridore           | Squadra   | Tempo    |
| ---- | ------------------- | --------- | -------- |
| 1    | Charly Mottet       | Renault   | 3h02'09" |
| 2    | Walter Planckaert   | Panasonic | s.t.     |
| 3    | Paul Haghedooren    | Lotto     | s.t.     |
| 4    | Jörg Müller         | Skil      | s.t.     |
| 5    | François Lemarchand | Fagor     | s.t.     |
| 6    | Steven Rooks        | Panasonic | s.t.     |
| 7    | Theo de Rooij       | Panasonic | a 12"    |
| 8    | Laurent Fignon      | Renault   | a 13"    |
| 9    | Eric Vanderaerden   | Panasonic | a 15"    |
| 10   | Dominique Garde     | Skil      | s.t.     |